# 莫斯科克里姆林宮城牆

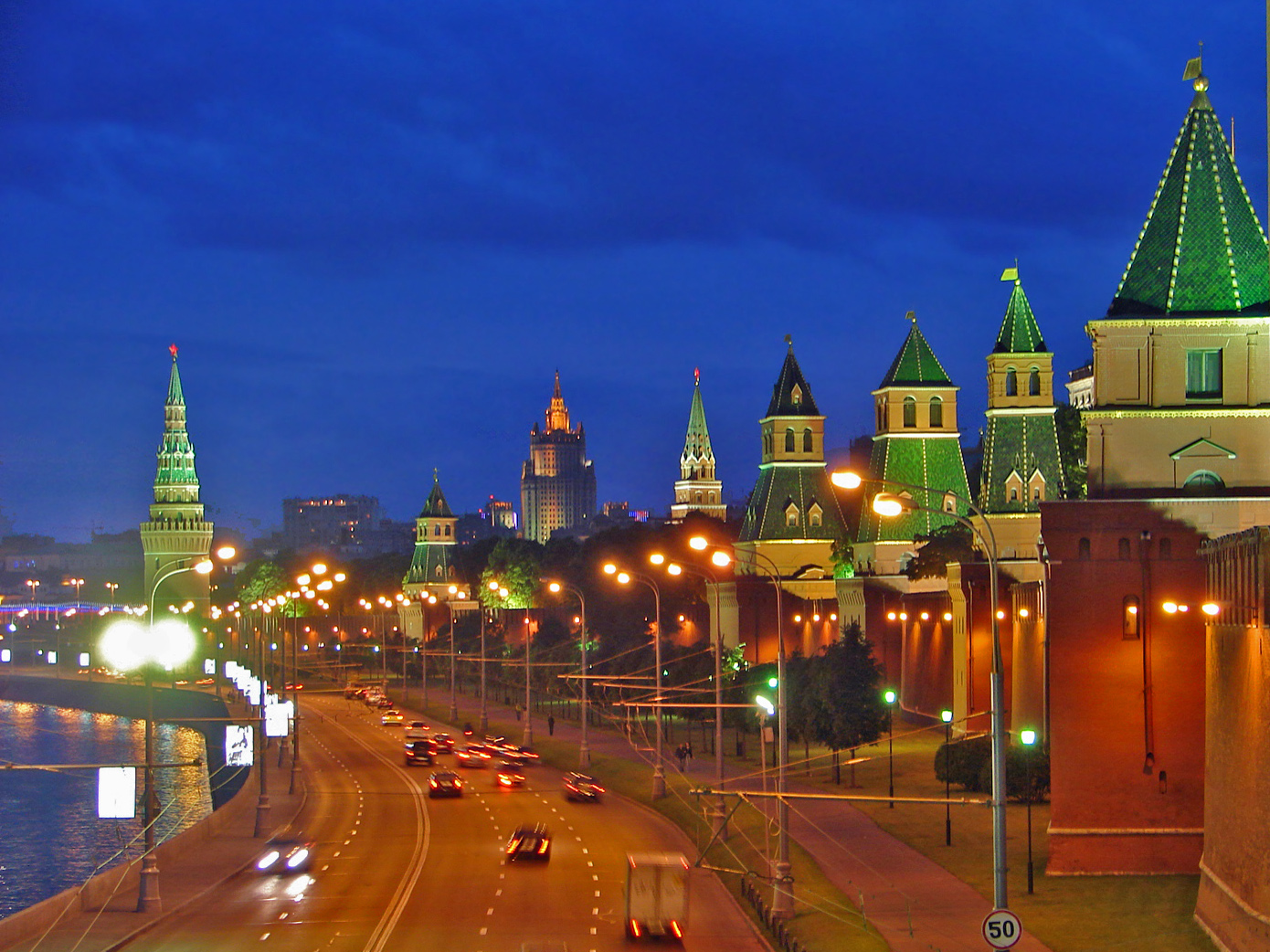

克里姆林宮城牆是指環繞莫斯科克里姆林宮的防禦城牆，擁有多座塔樓。

## 历史
最早的克里姆林宮城牆修建於1156年，只是簡單的木質城牆。1238年，最早的城牆被蒙古-韃靼人摧毀。1339年至1340年，城牆得到重建。此後克里姆林宮城牆多次發揮了重要防禦作用。17世紀之後，隨著莫斯科的擴大，克里姆林宮城牆逐漸失去了防禦作用，但克里姆林宮城牆獨具特色的外觀使其成為莫斯科的地標之一。
55°44′57″N 37°37′0″E / 55.74917°N 37.61667°E